# Chitãozinho & Xororó
Chitãozinho & Xororó è un duo musicale brasiliano formato da José Lima Sobrinho (Astorga, 5 maggio 1954) e Durval de Lima (Astorga, 30 settembre 1957). Sono considerati il duo che ha reso popolare la música sertaneja nei primi anni '80. In carriera hanno venduto oltre 37 milioni di dischi e hanno vinto svariati premi, tra cui 4 Grammy Latini.

## Discografia
- Galopeira (1970)
- A Mais Jovem Dupla Sertaneja (1972)
- Caminhos de Minha Infância (1974)
- Doce Amada (1975)
- A Força Jovem da Música Sertaneja (1977)
- 60 Dias Apaixonado (1979)
- Amante Amada (1981)
- Somos Apaixonados (1982)
- Amante (1984)
- Fotografia (1985)
- Coração Quebrado (1986)
- Meu Disfarce (1987)
- Os Meninos do Brasil (1989)
- Nossas Canções Preferidas (1989)
- Cowboy do Asfalto (1990)
- Planeta Azul (1991)
- Ao Vivo (1992) (live)
- Tudo por Amor (1993)
- Coração do Brasil (1994)
- Chitãozinho e Xororó (1995)
- Clássicos Sertanejos (1996)
- Em Família (1997)
- Na Aba do Meu Chapéu (1998)
- Alô (1999)
- Irmãos Coragem (2000)
- Inseparáveis (2001)
- Festa do Interior (2002)
- Aqui o Sistema é Bruto (2004)
- Vida Marvada (2006)
- Se For Pra Ser Feliz  (2009)
- Tom do Sertão (2015)